# Skuliczek
Skuliczek (Cylisticus) – rodzaj stawonogów należących do rzędu równonogów. Występują na terenach płd. Europy (niekiedy z rzadka można spotkać w środkowej Europie), w części Azji przyległej do europejskich terenów.
Rodzaj ten obejmuje gatunki, które posiadają wydłużone ciało w zarysie jajowate. Przednia część głowy jest pofałdowana zaopatrzona w zaostrzony występ czołowy. Ogonowa część jest zaokrąglona i zaopatrzona w długi wyrostek. Po jego bokach sterczą wyrostki ogonowe.
Rodzaj ten obejmuje kilkanaście gatunków. W Polsce występuje gatunek skuliczek gładki (Cylisticus convexus).